# Charles Bickford
Charles Ambrose Bickford (født 1. januar 1891, død 9. november 1967) var en amerikansk skuespiller bedst kendt for sine stærke biroller. Han blev nomineret tre gange til en Oscar for bedste mandlige birolle for Sangen om Bernadette (1943), Stem på Katie (1947), og Johnny Belinda (1948). Andre bemærkelsesværdige roller omfatter Malstrømmen  (1948), En stjerne fødes (1954) og Det store land (1958).